# 波特雷羅 (加利福尼亞州)
波特雷羅（英語：Potrero）是位於美國加利福尼亞州聖地牙哥縣的一個人口普查指定地區。

## 地理
波特雷羅的座標為32°36′17″N 116°36′47″W / 32.60472°N 116.61306°W，而該地最高點為海拔高度712米（即2336英尺）。

## 人口
根據2010年美國人口普查的數據，波特雷羅的面積為8.156平方千米，均為陸地。當地共有人口656人，而人口密度為每平方千米80人。